# Adium
Adium — популярна програма миттєвого обміну повідомленнями для Mac OS X, яка підтримує велику кількість протоколів і випущена під ліцензією GNU GPL

## Історія
Adium спочатку був створений студентом Адамом Айзером (Adam Iser), і перша його версія, 1.0, була випущена у вересні 2001. Наступна версія спочатку повинна була бути «Adium 2.0», але пізніше програма була перейменована на «Adium Х» — код був повністю переписаний.
Найбільшим поліпшенням «Adium» став перехід на libpurple, що дало можливість додати підтримку інших протоколів окрім AIM. Підтримувані протоколи тепер включають ICQ, MSN Messenger, Yahoo! Messenger, XMPP (використовуваний в Google Talk). Велика частина libpurple була розроблена командою Pidgin, команда Adium головним чином працює над графічним інтерфейсом програми (GUI).
Наступний головний реліз — «Adium 1.0». За процесом розвитку можна спостерігати на сторінці «Adium’s trac». Найзначнішою зміною в «Adium 1.0» повинен був стати запланований перехід від libpurple до joscar, який поліпшив би пересилку файлів. Проте, 8 грудня 2006 року, розробники повернулися до libpurple через проблеми з мостом Java-Cocoa.
Adium став настільки популярний в середовищі Macintosh, що Apple використовувала час компіляції Adium 0.89.1 в Xcode 2.3 для порівняння продуктивності MacPro і PowerMac G5 Quad.
4 листопада 2014 року Adium набрав 6 з 7 балів за шкалою оцінювання захищеності обміну повідомленнями Electronic Frontier Foundation. Він втратив один бал через те, що нещодавно не проводився незалежний аудит коду.
З березня 2019 року Adium більше не підтримує плагін ICQ.

## Підтримка протоколів
Adium підтримує наступні протоколи:
- AOL Instant Messenger
- Bonjour
- Gadu-Gadu
- ICQ
- Lotus Sametime
- .Mac
- MeBeam
- MSN Messenger
- MySpaceIM
- .NET Messenger Service
- Novell GroupWise
- SIP / SIMPLE
- Tlen
- Windows Live Messenger
- XMPP (Google Talk, LiveJournal)
- Yahoo! Japan
- Yahoo! Messenger
- Zephyr
- Tlen з плагін [Архівовано 20 червня 2009 у Wayback Machine.]
- Xfire з XBlaze плагін [Архівовано 30 червня 2009 у Wayback Machine.]
- Skype з плагін [Архівовано 7 липня 2009 у Wayback Machine.]
- Facebook Chat